# Bellthal Moselsprudel

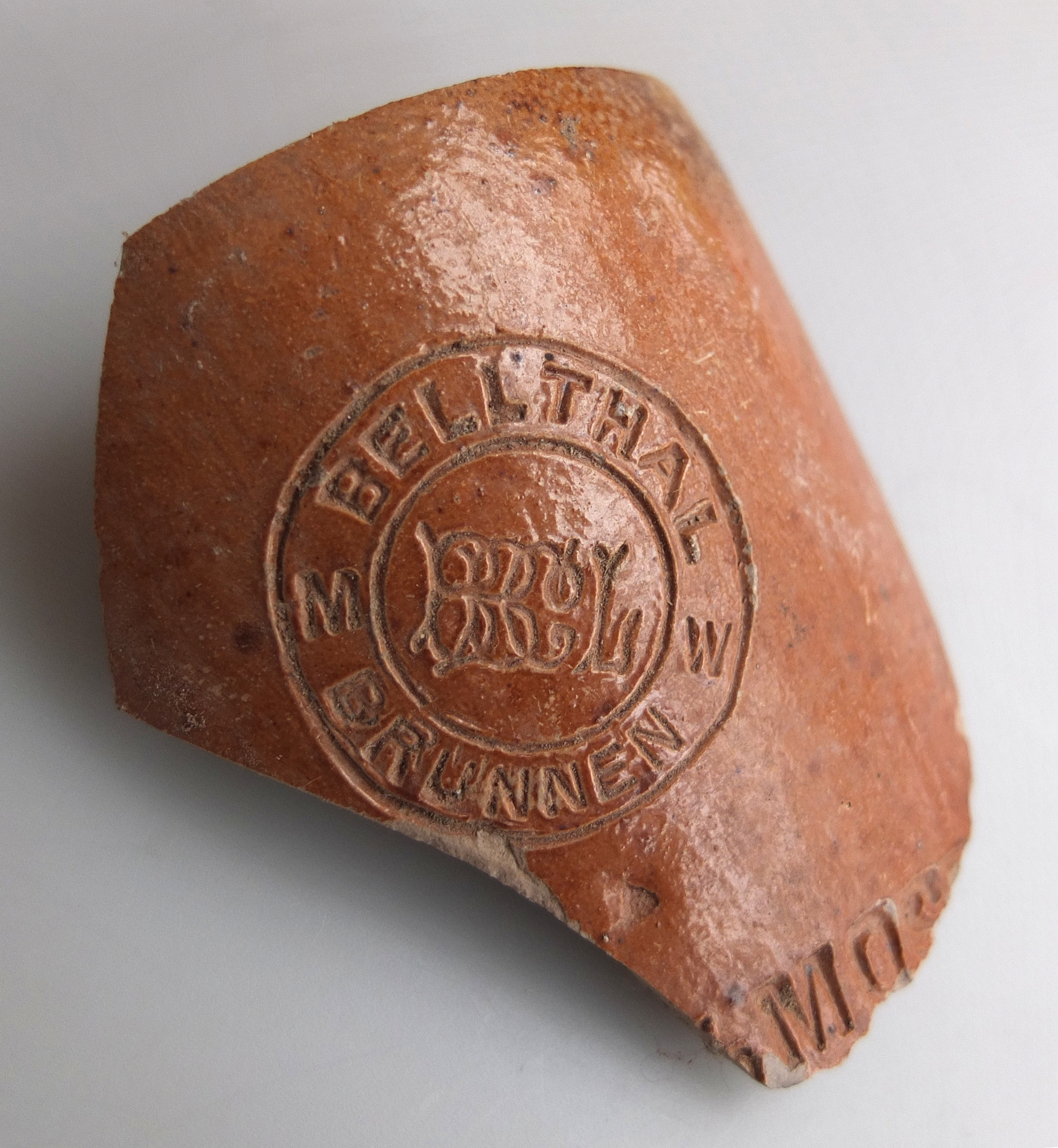
Logo des Bellthal Moselsprudel auf dem Fragment einer Mineralwasserflasche (um 1900)

Die Firma Bellthal Moselsprudel bei Kobern-Gondorf wurde 1870 gegründet und bestand bis 1975.

## Entstehung
In der Gegend von Kobern-Gondorf gibt es einige kohlensäurehaltigen Quellen, deren Mineralgehalt durch die aufsteigende Kohlensäure aus mehreren hundert Metern Tiefe durch Gesteine und Erdschichten entsteht.
Im Jahr 1825 führte der promovierte Winninger Apotheker Arnoldi die erste Analyse des Quellwassers durch und kam zu dem Ergebnis, dass das kristallklare Mineralwasser heilende Wirkung, speziell bei Unterleibsbeschwerden aufwies.

## Die Firma „Bellthal Moselsprudel“
Im Jahr 1870 begann die eigentliche kommerzielle Nutzung der Bellthalquelle. Ein Unternehmer aus Koblenz, D. Fleischl, begann mit dem Abfüllen von 500 Steingutkrügen und verdreifachte die Produktion in den folgenden drei Jahren. 1877 wurden britische Investoren auf das Bellthalwasser aufmerksam und ließen es durch den promovierten englischen Chemiker Arthur Hiel-Hassel analysieren. Nach dem sehr positiven Ergebnis der Analyse erwarben die Investoren die Brunnenrechte und gründeten in London „The Bellthal Brunnen Company“. In den Folgejahren wurden Wohn- und Wirtschaftsgebäude unterhalb der Quellen errichtet und die Jahresproduktion auf 10.000 Krüge und 500.000 Flaschen gesteigert. Die stetig steigende Nachfrage führte zu der Entscheidung, neue Quellen bis zu einer Tiefe von 30 m zu bohren, die zu einem erhöhten Ausstoß von stärker kohlensäurehaltigem Wasser führte. Von 1878 bis zur Jahrhundertwende vermarktete die Gesellschaft konstant um die 500.000 Flaschen und 10.000 Krüge pro Jahr.

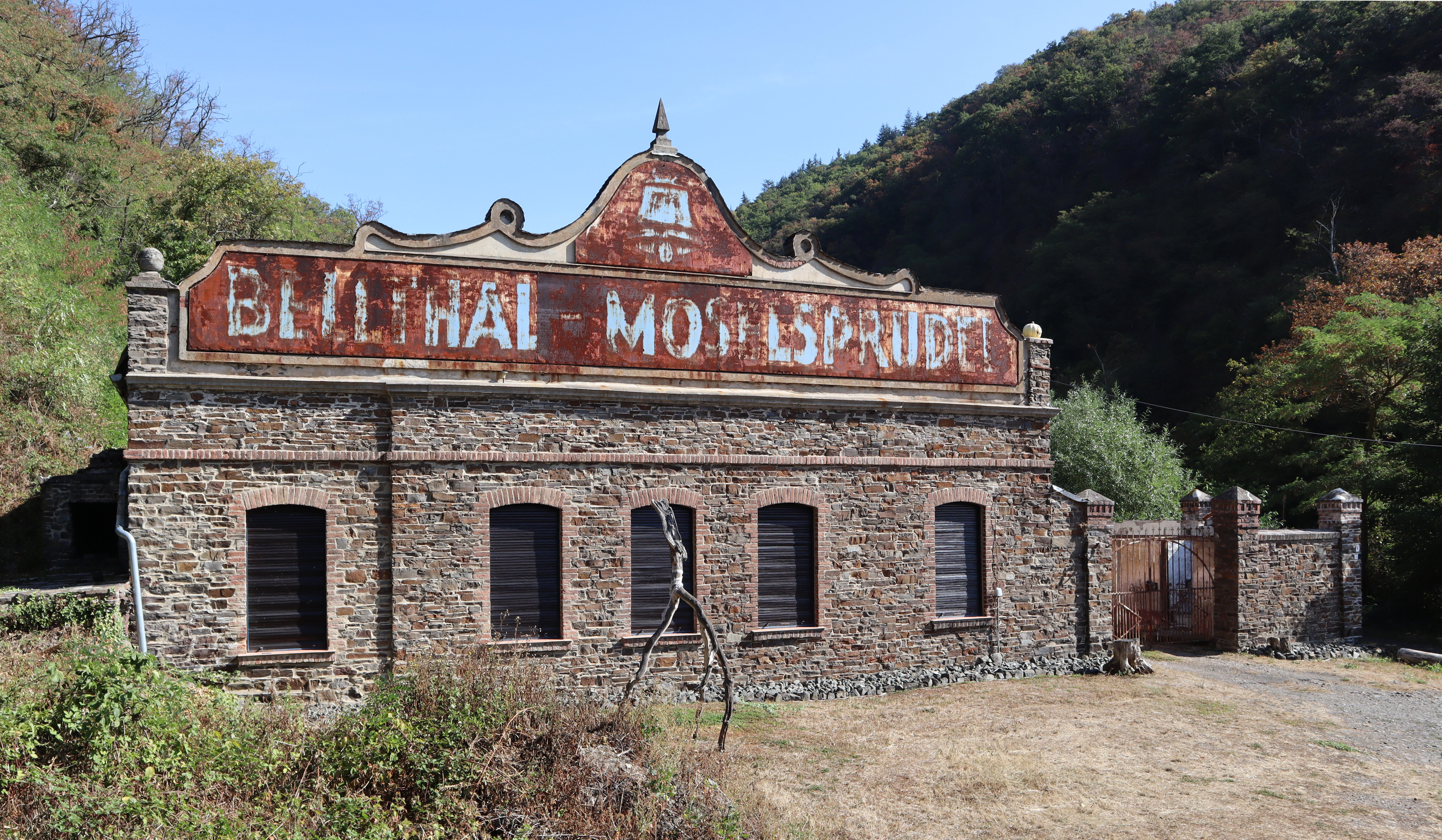
Ehemaliges Produktionsgebäude (2022)

Am 2. Juli 1906 gründeten der Wiesbadener Sektfabrikant Franz Kupferberg sowie die Weingroßhändler Julius Kayser und Oscar Haussmann eine Aktiengesellschaft mit dem Namen „Bellthal Moselsprudel Aktien-Gesellschaft“ in Traben-Trarbach. Die neu gegründete Gesellschaft erwarb den Bellthal Brunnen von den früheren Besitzern und investierte Kapital in Höhe von 350.000 Mark. Angrenzend an die Moseltalbahn wurden 1912 neue Geschäftsgebäude errichtet, von wo aus das Wasser direkt auf die nahe gelegene Eisenbahnlinie verladen werden konnte. Damit wurde der Export in andere europäische Länder (Frankreich, Großbritannien, Österreich, Ungarn) sowie in die USA und Neuseeland forciert. Neben dem Bellthal Moselsprudel wurde auch ein Heilwasser unter dem Namen „Ferrobell“ vermarktet.
Nach dem Zweiten Weltkrieg hatte die Bellthal-Aktie ihren Wert nahezu gänzlich verloren. 1952 übernahmen zwei Koblenzer Unternehmer die „Bellthal Moselsprudel AG“, der Sektkellereibesitzer Sartor und der Mitbesitzer der Königsbacher Brauerei Knödgen. Sie wandelten den Betrieb in eine GmbH um und kurbelten die Produktion des Mineralwassers erneut an. In der Zeit von 1952 bis 1974 wurden jährlich ca. 2.000.000 Flaschen Sprudel und Limonade verkauft, die immer noch in Handarbeit abgefüllt wurden. Um im Wettbewerb mit anderen Mineralwasserquellen bestehen zu können, wäre eine Modernisierung von Produktion und Vertrieb unumgänglich geworden. Da sich die beiden Inhaber jedoch nicht auf die dringend notwendigen Investitionen einigen konnten, wurde der Bellthal Moselsprudel 1975 geschlossen und die 10 Mitarbeiter und 12 Mitarbeiterinnen verloren ihre Arbeitsstelle.